# Dang Ngoc Long

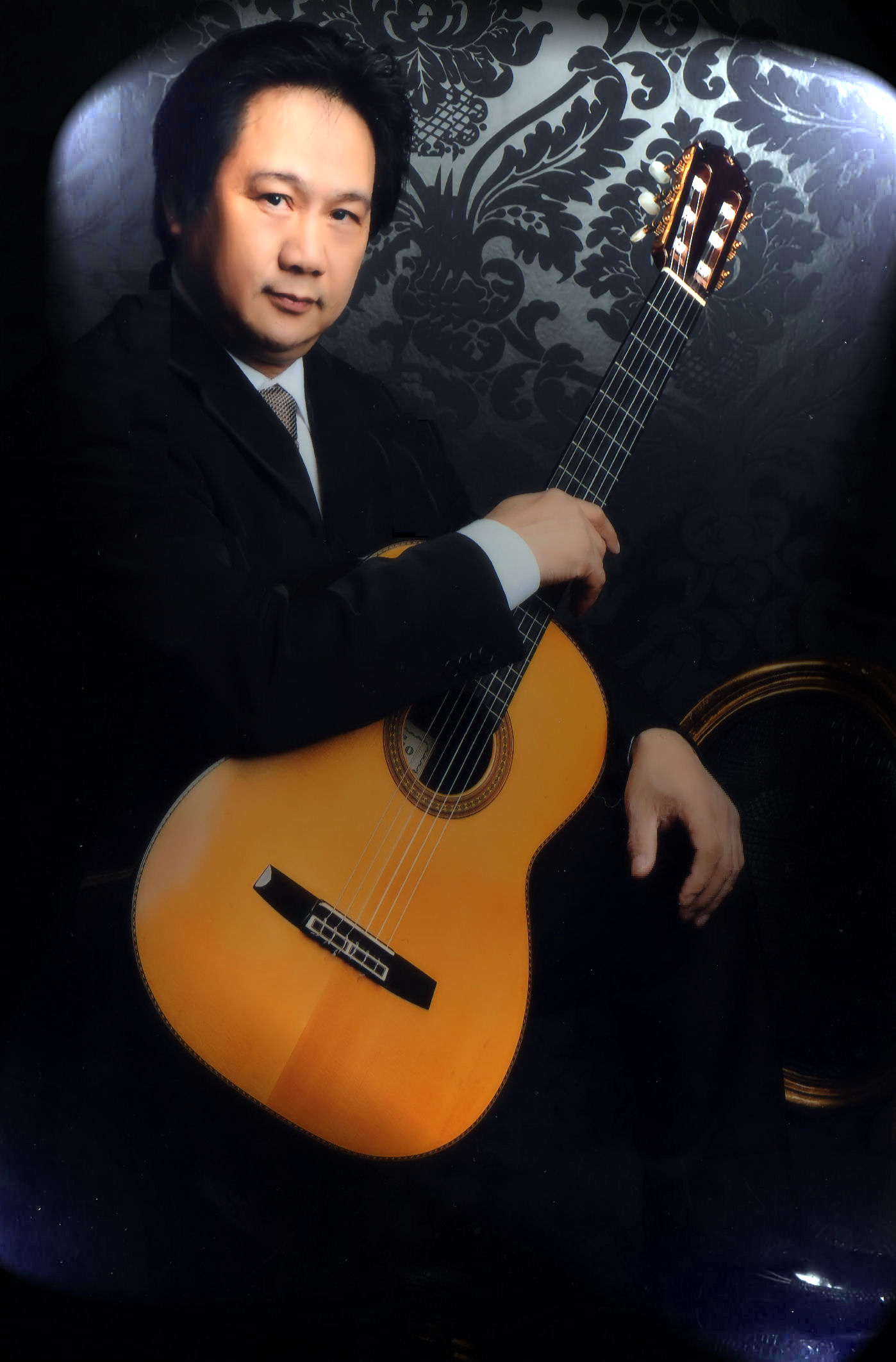
Dang Ngoc Long (2016)

Dang Ngoc Long (* 1957) ist ein vietnamesischer Komponist, Konzertgitarrist und Schauspieler.

## Biografie
Von 1985 bis 1990 absolvierte er ein Studium an der Hochschule für Musik „Hanns Eisler“ Berlin bei Inge Wilczok, welches er mit einem Diplom als Konzertgitarrist abschloss. Von 1990 bis 1991 erhielt er ein Stipendium für ein Konzert-Studium. Von 1991 bis 1993 erhielt er ein Stipendium für ein Konzert-Meister-Studium. Er wirkte in diversen Filmproduktionen unter dem Namen „Long Dang-Ngoc“ mit.

## Kompositionen

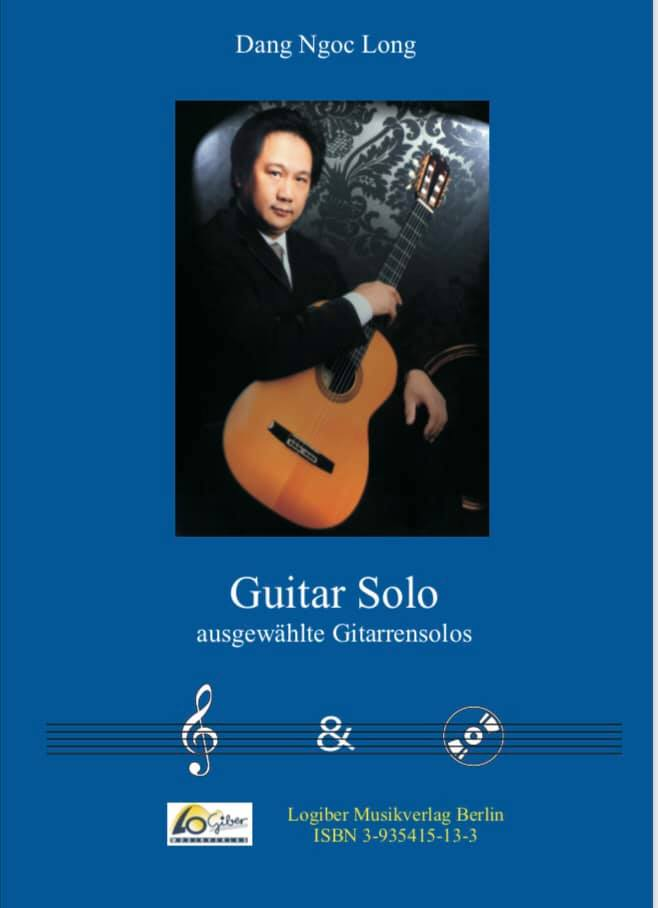
The Best Guitar Solos – Dang Ngoc Long

| - Bamboo-Ber - "Das Entengrün treibt im Wasser, am Himmel ziehen die Wolken" - Blumen blühen - Die Erde dreht sich (Trio) - Etüde Nr. 1 - Etüde Nr. 11 - Etüde Nr. 21 - Etüde Nr. 31 - Etüde Nr. 41 - Etüde Nr. 51 - Fantasie in D-Dur - Suite Kieu (Tổ khúc Kiều) - Faust Sonata | - Fantasie in G-Dur - Fantasie no. 1 - Fantasie no. 11 - Fantasie no. 21 - Fantasie no. 2 - For Thay - For You - Für immer - Gian ma thương (Vietnamesisches Volkslied) - He du, tanz mit mir ! - Erinnerung | - Komm’ zu mir ! - Kreislauf (4 Guitar) - Mein singendes Herz - Meine Gitarre - Menuett - Meo - Mienman - Modern - Taynguyen Gebirge (Guitar solo) - Taynguyen Gebirge (Guitar & Orchestra) - O Solo Mio! (G. Capurro & E. Di Capua) - Pama (duo) | - Prelude No. 1 - Prelude No.4 - Prelude No.11 - Wiegenlied (dân ca Nam bộ) - Schwerttanz - Serenade - Sommer - The Entertainer (Scott Joplin) - Tinh trang - Tuoi mo - Wals No. 1 - Wals No. 2 - Schwerttanz II - Ru con - Rain |

## Diskographie
- CD1 – Guitar music vol.1 (1997)
- CD2 – Long plays Long (2009)

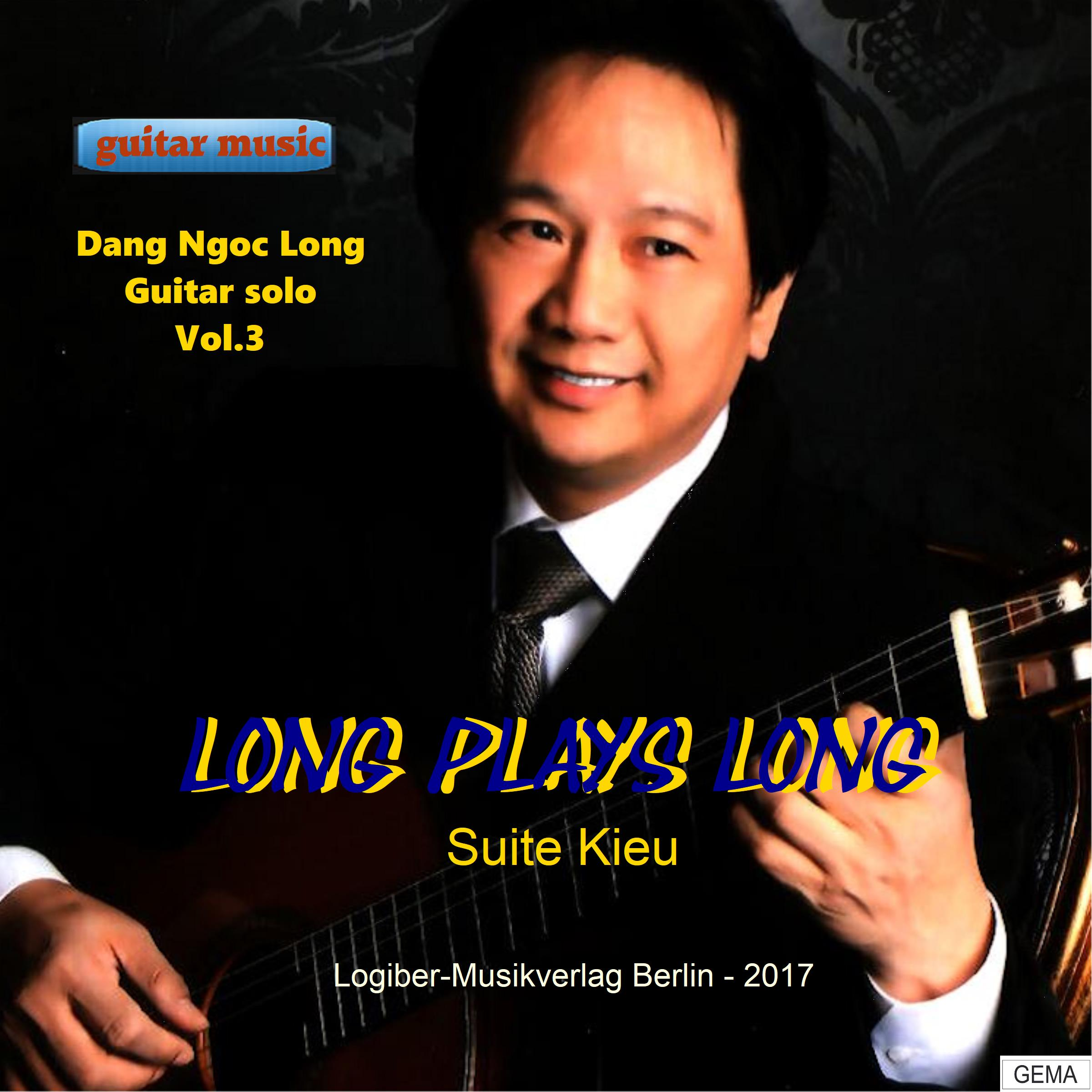
CD Long Plays Long – Suite Kieu

- CD3 – Long plays Long-Suite KIEU (2016)
- CD4 – Long plays Long-Faust (2017)
- CD5 – Long plays others (2020)
- CD6 – Long plays Others (2022)

## Veröffentlichungen
- 2009: Gitarrenschule 1
- 2014: Long Plays Long
- 2017: Suite Kieu
- 2019: Guitar Solo, Ausgewählte Gitarrensolos
- Works by Dang Ngoc Long in the Deutschen Nationalbibliothek

## Filmografie
- 2011: I phone you
- 2011: Der Kriminalist – Zwischen den Fronten
- 2012: Allein unter Nachbarn
- 2012: Das Verhängnis
- 2012: Jahr des Drachen
- 2014: Kommissarin Lucas – Kettenreaktion
- 2014: Alle unter eine Tanne
- 2015: Ein starkes Team – Tödliches Vermächtnis
- 2016: Krauses Glück
- 2017: Obst & Gemüse
- 2017: Die Kanzlei (Fernsehserie)
- 2018: You Are Wanted (Serie)
- 2018: SOKO Leipzig – Das Chinesische Licht
- 2018: Rose Empire (Kurzfilm)
- 2019: Die Spezialisten – Das weiße Schiff der Hoffnung
- 2020: Krauses Umzug
- 2020: Hausen
- 2022: Morden im Norden (Fernsehserie)
- 2023: Kalt (Kurzfilm)
- 2023: Made in Germany
- 2023: Wer wir sind (Fernsehserie)
- 2024: Kanzlei Liebling Kreuzberg (Fernsehfilm)